# 世界尽头与冷酷仙境
《世界末日與冷酷異境》（日语：世界の終りとハードボイルド・ワンダーランド），中國大陸譯作《世界盡頭與冷酷仙境》，是日本作家村上春樹的長篇小說，發表於1985年，獲得了當年的谷崎潤一郎獎。
大陸出版的譯本由林少華翻譯，臺灣及香港出版的譯本則由賴明珠翻譯。
雖然銷量和影響不及《挪威的森林》，但本書一直被認為是作者最傑出的小說。在日後啟發了灰羽聯盟和迴路殺手。
小說共四十章，以第一人稱敘述。小說結構採用了作者常用的形式，由兩個似乎完全不相干的故事情節組成，兩條情節交叉平行地展開。單數二十章為“冷酷異境”，雙數二十章為“世界末日”。兩個故事看似各不相干，但細覽之下，便會發現兩個故事中的「我」本質上是一個人的一分為二。“冷酷異境”中的「我」是實際存在的可視世界，“世界末日”的「我」是潛意識中的不存在世界。「我」處於自我分裂的狀態中，對一切的動搖不定感到無所適從。悲劇正是由於「我」對兩個世界都無力改變和迷惘無奈而產生。兩條情節均極其荒誕，而小說主題極其嚴肅，用變形的手法寫出作者對當代資本主義社會的認識，具有相當強烈的反資本主義思想。
“冷酷異境”部分富有美式冷硬派偵探小說和科幻小說色彩，情節曲折而緊張；而“世界末日”則能看到卡夫卡作品《城堡》的影子，較為平緩而壓抑。

## 冷酷異境
背景是東京，“我”是一名“計算士”（從事資料加密工作的虛構職業），從屬於“組織”。“我”接受了一個躲在地下的老科學家交付的計算任務，並獲贈一個奇特的獨角獸頭骨。為此去圖書館借閱資料時，同容貌姣好卻因“胃擴張”食欲驚人的女館員相識繼而相親。之後，一高一矮兩個奇怪的強盜破門而入，逼“我”交出獸骨與數據，並將“我”的肚皮劃開一道口子。養傷時，老科學家的孫女前來告知其祖父處境危險，請“我”前往營救。隨即兩人一道潛入“夜鬼”出沒的地下，一路驚心動魄險象環生。當終於找到老人的時候，卻得知“我”是老人的實驗物件，而且由於老人的計算錯誤，“我”24小時後将離開人世，轉往另一世界即“世界末日”。之後心灰意冷的“我”同圖書館女館員度過亢奮而空虛的幾個小時，而後驅車前往荒涼的碼頭，靜候生命盡頭的來臨。

## 世界末日
世界末日是一個被高牆與世隔絕的鎮子，「我」在進入鎮子的時候像其他鎮民一樣放棄了自己的影子。鎮子裡氣氛祥和，居民相安無事，然而他們都失去了影子，也失去了心，沒有感情也沒有愛。不能完全失去心的居民會被放逐到森林深處過著艱苦的生活。居民們的心已被嵌入無數獨角獸頭骨化為“古老的夢”存放在圖書館中，而“我”每天的工作就是閱讀這些夢。在讀夢過程中「我」愛上了圖書館的女管理員。「我」的影子一直在鼓動「我」逃離這個鎮子，但「我」在即將成功時選擇了留下而決定讀出圖書館管理員的心並與她一起去森林深處生活，因為「我」發現了這個世界末日其實是「我」自己造出的。
1. ↑  Rian Johnson. . https://www.reddit.com/.   [2023-01-06]. （原始内容存档于2016-01-06）.